# Кантон (Коннектикут)
Кантон (англ. Canton) — місто (англ. town) в США, в окрузі Гартфорд штату Коннектикут. Населення — 10 124 особи (2020).

## Демографія
Згідно з переписом 2010 року, у місті мешкали 10 292 особи в 4150 домогосподарствах у складі 2833 родин. Було 4339 помешкань
Расовий склад населення:
| - 95,7 % — білих - 1,5 % — азіатів - 0,9 % — чорних або афроамериканців - 0,3 % — корінних американців |

До двох чи більше рас належало 1,2 %. Частка іспаномовних становила 2,6 % від усіх жителів.
За віковим діапазоном населення розподілялося таким чином: 24,1 % — особи молодші 18 років, 60,7 % — особи у віці 18—64 років, 15,2 % — особи у віці 65 років та старші. Медіана віку мешканця становила 44,0 року. На 100 осіб жіночої статі у місті припадало 93,6 чоловіків;  на 100 жінок у віці від 18 років та старших — 92,0 чоловіків також старших 18 років.
Середній дохід на одне домашнє господарство  становив 131 680 доларів США (медіана — 90 594), а середній дохід на одну сім'ю — 147 991 долар (медіана — 114 174). Медіана доходів становила 79 529 доларів для чоловіків та 58 641 долар для жінок. За межею бідності перебувало 2,9 % осіб, у тому числі 0,5 % дітей у віці до 18 років та 2,7 % осіб у віці 65 років та старших.
Цивільне працевлаштоване населення становило 5537 осіб. Основні галузі зайнятості: освіта, охорона здоров'я та соціальна допомога — 26,5 %, фінанси, страхування та нерухомість — 15,4 %, науковці, спеціалісти, менеджери — 10,7 %, роздрібна торгівля — 8,7 %.